# 56
Năm 56 là một năm trong lịch Julius.

## Sinh
- Hán Chương Đế, vua thứ 18 của Nhà Hán.